# Amauroderma
Amauroderma is een geslacht van schimmels behorend tot de familie Polyporaceae. De typesoort is Amauroderma regulicolor. Later is deze soort hernoemd naar Amauroderma schomburgkii.

## Soorten
Volgens index Fungorum  telt het geslacht 72 soorten (peildatum februari 2023):
| Soortnaam                     | Auteur(s)                                                | Publicatiejaar |
| ----------------------------- | -------------------------------------------------------- | -------------- |
| Amauroderma africanum         | Ryvarden                                                 | 2004           |
| Amauroderma afroaurantiaca    | Sharp & Ryvarden                                         | 2022           |
| Amauroderma albocontextum     | Ryvarden                                                 | 2020           |
| Amauroderma albostipitatum    | Gomes-Silva, Ryvarden & Gibertoni                        | 2015           |
| Amauroderma amoiense          | J.D. Zhao & L.W. Hsu                                     | 1983           |
| Amauroderma andinum           | Ryvarden                                                 | 2004           |
| Amauroderma angustum          | (Berk.) Torrend                                          | 1920           |
| Amauroderma argenteofulvum    | (Van der Byl) Doidge                                     | 1950           |
| Amauroderma aurantiacum       | (Torrend) Gibertoni & Bernicchia                         | 2008           |
| Amauroderma auriscalpium      | (Pers.) Torrend                                          | 1920           |
| Amauroderma boleticeum        | (Pat. & Gaillard) Torrend                                | 1920           |
| Amauroderma buloloi           | Aoshima                                                  | 1971           |
| Amauroderma calcigenum        | (Berk.) Torrend                                          | 1920           |
| Amauroderma calcitum          | D.H. Costa & Drechsler-Santos                            | 2016           |
| Amauroderma camerarium        | (Berk.) J.S. Furtado                                     | 1968           |
| Amauroderma coltricioides     | T.W. Henkel, Aime & Ryvarden                             | 2003           |
| Amauroderma congregatum       | Corner                                                   | 1983           |
| Amauroderma conicum           | (Lloyd) Ryvarden                                         | 1990           |
| Amauroderma conjunctum        | (Lloyd) Torrend                                          | 1920           |
| Amauroderma dayaoshanense     | J.D. Zhao & X.Q. Zhang                                   | 1987           |
| Amauroderma deviatum          | Ryvarden                                                 | 2004           |
| Amauroderma ealaense          | (Beeli) Ryvarden                                         | 1972           |
| Amauroderma elegantissimum    | Ryvarden & Iturr.                                        | 2004           |
| Amauroderma exile             | (Berk.) Torrend                                          | 1920           |
| Amauroderma faculum           | Henao-M.                                                 | 1997           |
| Amauroderma flabellatum       | Aime & Ryvarden                                          | 2007           |
| Amauroderma floriformum       | Gomes-Silva, Ryvarden & Gibertoni                        | 2015           |
| Amauroderma fujianense        | J.D. Zhao, L.W. Hsu & X.Q. Zhang                         | 1979           |
| Amauroderma fuscatum          | Otieno                                                   | 1969           |
| Amauroderma fuscoporium       | Wakef.                                                   | 1948           |
| Amauroderma grandisporum      | Gulaid & Ryvarden                                        | 1998           |
| Amauroderma guangxiense       | J.D. Zhao & X.Q. Zhang                                   | 1986           |
| Amauroderma hongkongense      | L. Fan & B. Liu                                          | 1990           |
| Amauroderma infundibuliforme  | Wakef.                                                   | 1917           |
| Amauroderma insulare          | (Har. & Pat.) Torrend                                    | 1920           |
| Amauroderma jiangxiense       | J.D. Zhao & X.Q. Zhang                                   | 1987           |
| Amauroderma kwiluense         | (Beeli) Ryvarden                                         | 1974           |
| Amauroderma laccatostipitatum | Gomes-Silva, Ryvarden & Gibertoni                        | 2015           |
| Amauroderma leptopus          | (Pers.) J.S. Furtado                                     | 1967           |
| Amauroderma leucosporum       | Corner                                                   | 1983           |
| Amauroderma longgangense      | J.D. Zhao & X.Q. Zhang                                   | 1986           |
| Amauroderma macrosporum       | J.S. Furtado                                             | 1968           |
| Amauroderma malesianum        | Corner                                                   | 1983           |
| Amauroderma minutum           | Ryvarden                                                 | 2018           |
| Amauroderma nigrum            | Rick                                                     | 1960           |
| Amauroderma nutans            | (Fr.) Murrill                                            | 1908           |
| Amauroderma oblongisporum     | J.S. Furtado                                             | 1968           |
| Amauroderma omphalodes        | (Berk.) Torrend                                          | 1920           |
| Amauroderma parasiticum       | Corner                                                   | 1983           |
| Amauroderma picipes           | Torrend                                                  | 1920           |
| Amauroderma praetervisum      | (Pat.) Torrend                                           | 1920           |
| Amauroderma preussii          | (Henn.) Steyaert                                         | 1972           |
| Amauroderma pudens            | (Berk.) Ryvarden                                         | 1977           |
| Amauroderma renidens          | (Bres.) Torrend                                          | 1920           |
| Amauroderma robledoi          | D.H. Costa-Rezende, A. Góes-Neto & E.R. Drechsler-Santos | 2020           |
| Amauroderma ryvardenii        | Blanco-Dios                                              | 2021           |
| Amauroderma salisburiense     | (Van der Byl) D.A. Reid                                  | 1973           |
| Amauroderma schomburgkii      | (Mont. & Berk.) Torrend                                  | 1920           |
| Amauroderma scopulosum        | (Berk.) Imazeki                                          | 1952           |
| Amauroderma secedens          | Corner                                                   | 1983           |
| Amauroderma sericatum         | (Lloyd) Wakef.                                           | 1917           |
| Amauroderma sessile           | Gomes-Silva, Ryvarden & Gibertoni                        | 2015           |
| Amauroderma solomonense       | Corner                                                   | 1983           |
| Amauroderma subrugosum        | (Bres. & Pat.) Torrend                                   | 1920           |
| Amauroderma subsessile        | Gomes-Silva, Ryvarden & Gibertoni                        | 2015           |
| Amauroderma tapetellum        | Henao-M.                                                 | 1997           |
| Amauroderma trichodermatum    | J.S. Furtado                                             | 1968           |
| Amauroderma trulliforme       | (Lloyd) Torrend                                          | 1920           |
| Amauroderma unilaterum        | (Lloyd) Ryvarden                                         | 1990           |
| Amauroderma variabile         | (Berk.) Lloyd ex Wakef.                                  | 1934           |
| Amauroderma velutinum         | Ryvarden                                                 | 2020           |
| Amauroderma wuzhishanense     | J.D. Zhao & X.Q. Zhang                                   | 1987           |